# Trichhoplomelas flavomarmoratus
Trichhoplomelas flavomarmoratus là một loài bọ cánh cứng trong họ Cerambycidae.